# Nou Monacat
El Nou Monacat o Nou Monaquisme és un moviment divers que inclou diverses expressions de vida contemplativa, no està limitat a una denominació religiosa específica o església. Als Estats Units d'Amèrica, dins d'aquest moviment, hi ha les comunitats cristianes evangèliques "Simple Way Community" (la Comunitat de la via senzilla) i la "Casa Rutba" d'en Jonathan Wilson-Hartgrove. També n'hi ha d'europees i irlandeses, com la promoguda per Bernadette Flanagan. A més de la comunitat espiritual "Community of the New Monastic Way" (la Comunitat de la nova via monàstica) fundada per la teòlega feminista i contemplativa Beverly Lanzetta. A Nova York, Rory McEntee i Adam Bucko han impulsat el nou monacat interespiritual. Aquestes comunitats creixen a través de la saviesa tradicional monàstica tot traduint-la a formes de vida contemporànies. Als Països Catalans no hi ha cap comunitat englobada en el nou monaquisme tot i la influència teòrica del filòsof català Raimon Panikkar en aquest moviment. Amb tot, sí que existeix el monacat tradicional als Països Catalans.

## Orígens

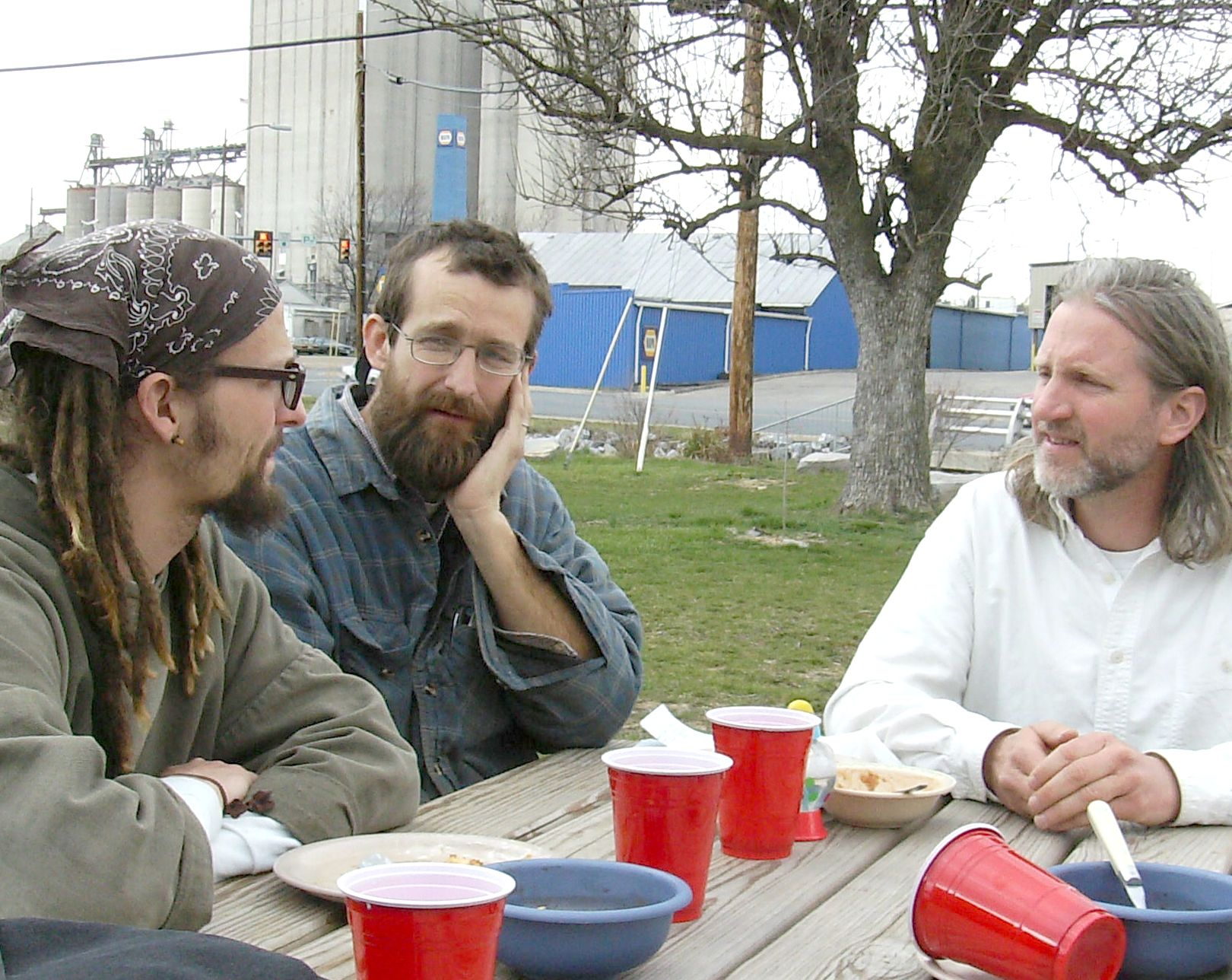
Els seguidors del nou monacat Shane Claiborne, Ron Copeland i Brian Farrell en un jardí comunitari al 2008 a Harrisonburg, Virginia, EUA

L'origen del nou mocat és difícil de determinar. Al Regne Unit, algunes comunitats que actualment s'identifiquen amb el nou monaquisme existeixen d'ençà la dècada del 1970 i 80. Altres comunitats de renom, com la "Simple Way Community" (la Comunitat de la via senzilla), es va formar a mitjans de la dècada dels 90. Bede Griffiths, un monjo catòlic camaldulès que impulsà un ashram hindú-cristià a l'Ìndia entre els anys 1968-1993, sovint parlava del futur del monaquisme com a moviment secular i en aquest sentit va desenvolupar una nova visió de vida monàstica. Raimon Panikkar va desenvolupar la idea del "nou monjo" en una sèrie de conferències fetes l'any 1980 a un grup format per monjos occidentals i orientals, així com per seculars contemplatius a Holyoke, Massachusetts, EUA. Arran d'aquestes conferències Raimon Panikkar va publicar el llibre Benaurada senzillesa: El monjo com a arquetipus universal. A principis del 1980, la teòlega feminista i contemplativa Beverly Lanzetta va impulsar la comunitat espiritual "Community of the New Monastic Way" (la Comunitat de la nova via monàstica), una comunitat no alineada amb cap institució religiosa que encara existeix avui. Recentment, diverses noves comunitats monàstiques han aparegut a Irlanda i als Estats Units. També s'hi inclouen les noves comunitats monàstiques interespirituals que segueixen el camí de Bede Griffiths, com és el cas de la Fundació per un Nou Monaquisme.

## Formes protestants
La idea i terminologia del nou monaquisme protestant va ser desenvolupada per Jonathan Wilson en el seu llibre titulat Living Faithfully in a Fragmented World (Viure fidelment en un món fragmentat) que fou publicat l'any 1998. Wilson es basà en les idees del teòleg Dietrich Bonhoeffer, qui va dir l'any 1935: "la restauració de l'església vindrà només d'un nou tipus de monaquisme que no tingui res en comú amb el vell excepte per un complet compromís per una vida viscuda d'acord amb el Sermó de la Muntanya i l'ensenyament de Crist". Wilson també es basà en les idees del filòsof Alasdair MacIntyre. MacIntyre creia que la pèrdua de comunitats locals impedia sostenir una vida moral com demostra la frase final del seu llibre After Virtue (Després de la Virtut) on fa un clam desitjós per l'arribada d'un nou St. Benet. Aquest clam significa l'anhel per l'arribada d'algú que en l'actualitat dugui una renovació moral i cívica a través de la comunitat. Wilson va perfilar una visió per portar-lo endavant dins de la tradició cristiana protestant.
Amb la visió d'un nou monaquisme va proposar quatre característiques que hauria de seguir: El nou monaquisme (1) estaria marcat per una recuperació del telos d'aquest món que fou revelat per Jesús amb l'objectiu de guarir la fragmentació i dur la vida al camí de Crist; (2) tindria l'objectiu d'arribar a totes les persones de Déu, treballin del que treballin sense distincions entre les vocacions sagrades i seculars; (3) seria disciplinat, no per la vella norma monàstica sinó per la joia de l'assoliment col·lectiu del compromís mutu de correcció, exhortació i reconciliació. Finalment, (4) hauria d'ester vertebrat per una profunda reflexió teològica i implicació. D'aquesta manera l'església podria recuperar la seva vida i testimoni en el món.
L'estiu del 2004 va ser un moment clau pel moviment. Vàries comunitats i acadèmics es van reunir a Durham, Carolina del Nord, EUA on van redactar junts unes noves "regles de vida" referits com els 12 punts del nou monaquisme. La trobada es va fer a la comunitat neomonàstica "Casa Rutba".
Tot seguint les publicacions de MacIntyre, Rod Dreher va publicar un llibre l'any 2017 titulat The Benedict Option (L'opció benedictina). En el llibre hi desenvolupa una estrategia per tal que els cristians occidentals puguin sobreviure a la influència d'una societat hostil. Identifica l'ordre, la pregària, la feina, l'estabilitat, la comunitat, l'hospitalitat i equilibri com les eines per viure una vida cristiana. Dreher anomena diverses comunitats com a exemples de groups que seguixen l'opció benedictina a l'actualitat.

### Temes comuns

#### Valors
La majoria de comunitats protestants dins del nou monaquisme emfatitzen el següent:
- Vides contemplatives, reflexives i de pregària
- Vida comunal (expressada segons la comunitat)
- Importància de l'espiritualitat
- Compromís pràctic amb els desafavorits

#### Els "Dotze punts"
Els "Dotze punts " del nou monacat expressen el fil comú de moltes comunitats.
1. Re-ubicar "els llocs abandonats de l'Imperi" [els marges de societat].
2. Compartir recursos econòmics amb membres d'una comunitat amiga i segons les necessitats de la pròpia comunitat.
3. Hospitalitat al desconegut.
4. Denuncia de les divisions racials dins de l'església i en les nostres comunitats combinat amb la persecució activa d'una reconciliació racial justa.
5. Submissió humil al cos de crist, l'Església.
6. Formació en el camí de Crist i reglamentació de la comunitat en la línia del vell noviciat.
7. Cultivar la vida comunitària entre els membres.
8. Donar suport als celibes solters voluntaris, a les parelles casades i a la mainada.
9. Proximitat geogràfica dels membres de la comunitat.
10. Cura de l'entorn i suport a l'economia local.
11. Fer la pau entre la violència i resoldre conflictes en la comunitat seguint la línia de Mateu.
12. Compromís a una vida contemplativa.

#### Diferències amb el monacat cristià tradicional
El moviment difereix d'altres moviments monàstics cristians.
- Els vots religiosos de celibat, pobresa i l'obediència no son normalment presos, mentre que sí que ho son en comuitats tradicionals com el benedictins o cistercians.
- Les comunitats no sempre viuen en un sol lloc, però la proximitat geogràfica està emfatitzada en el moviment.[16]
- El moviment permet parelles casades. La majoria de formes tradicionals no admet parelles casades. Alguns grups catòlics i anglicans, també admeten individus casats que professin l'espiritualitat de l'ordre incloent-hi el Franciscans i Dominicans, però aquests no s'ubiquen en el nou monacat.
- No totes les ordres dins el nou monaquisme duen hàbits. Normalment no es demana dur hàbits. Això és similar en algunes ordres catòliques.

## Altres formes

### Bede Griffiths
El monjo benedictí camaldulès Bede Griffiths parlava de la vida monàstica com una crida essencialment secular i veia el futur de la vida monàstica en comunitats seculars. "El monjo és una persona secular…Un ordre monàstic és essencialment un ordre secular. Alguns monjos poden viure en monestirs, però cada cop més la majoria viurà en les seves pròpies cases o formaran comunitats petites—un propi ordre monastic en el món". En la seva producció intel·lectual i pràctica va expressar una nova visió monàstica, una en que les comunitats i els individus visquessin vides espirituals independement d'institucions o organitzacions religioses, del celibat i els dogmes—lliures per seguir la seva pròpia consciència amb el guiatge de l'Esperit Sant en una vida sagrada. Tanmateix, units a la causa comuna de construir un món sagrat. Un bon resum del seu pensament en aquests assumptes es torba en el llibre The New Creation in Christ (La nova creació en Crist). També va escriure molts altres llibres sobre vida contemplativa, experiència religiosa, la relació entre ciència i religió, etc. No n'hi ha cap de traduït al català.

### El "Nou Monjo"
El filòsof català Raimon Panikkar va desenvolupar la idea del "nou monjo" en una sèrie de conferències fetes l'any 1980 a un grup format per monjos occidentals i orientals, així com per seculars contemplatius a Holyoke, Massachusetts, EUA. Arran d'aquestes conferències Raimon Panikkar va publicar el llibre Benaurada senzillesa: El monjo com a arquetipus universal. En aquest esdeveniment, Panikkar va proposar que el monjo tradicional és "només una manera d'adonar-se d'aquest arquetipus universal… Si la dimensió monàstica existeix potencialment en tothom, la institució monàstica hauria d'estar oberta a tothom… El monaquisme, doncs, no seria l'‘establishment' dels monjos, ans la schola Domini, l'escola on la dimensió humana és conreada i transmesa. … Aquí apareix la distinció entre el monjo com arquetipus i el monjo com a paradigma de vida religiosa. L'arquetipus humà fet realitat pels monjos actualment també es pot experimentar i ser viscut de diferents maneres.

### Interspiritualitat

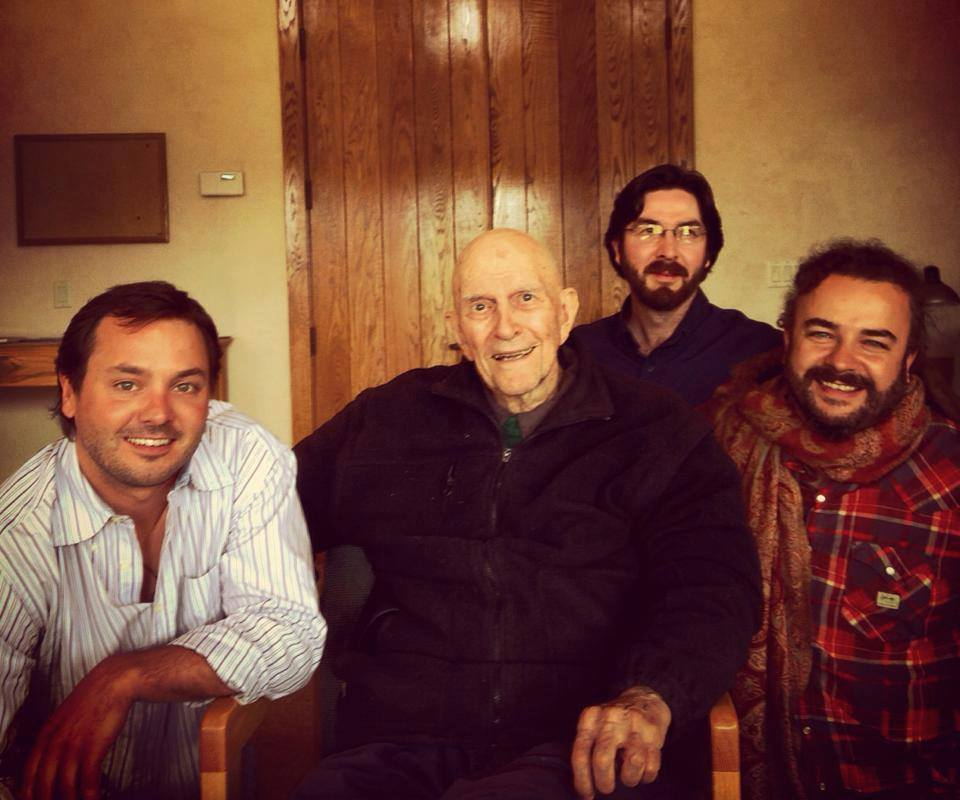
Els seguidors del nou monacat Rory McEntee, Netanel Miles-Yepez i Adam Bucko amb el Pare Thomas Keating en el monestir de Sant Benet a Snowmass, Colorado, EUA (2014).

Inspirats per les noves vies monàstiques formulades per Bede Griffiths i Raimon Panikkar, i en col·laboració amb els monjos catòlics Thomas Keating i Wayne Teasdale, Rory McEntee i Adam Bucko han iniciat un nou monacat "interspiritual" al voltant de la seva feina com a activistes socials i guies espirituals per joves. El marc d'aquesta forma de nou monaquisme és desenvolupada per Rory McEntee i Adam Bucko en el llibre sense traducció catalana The New Monasticism: An Interspiritual Manifesto for Contemplative Life (El nou monacat: manifest interespiritual per una vida contemplativa). Hi col·laboren el sacerdot episcopal Matthew Wright, el sufí Netanel Miles-Yepez, David i Tamara Milliken i el seu "InnerSky Community" i V.K. Harber, entre d'altres.
Els nou vots
En el llibre de McEntee i Bucko s'hi descriuen els nou vots del nou monacat, els quals es basen en els "Nou Elements de Maduresa Espiritual" de Wayne Teasdale desenvolupats per Diane Berke.
1. Juro actuar i viure segons la meva moralitat plena i capacitat ètica.
2. Juro viure en solidaritat amb el cosmos i tots els éssers vius.
3. Juro viure en una profunda no-violència.
4. Juro viure en humilitat i recordar els molts mestres i guies que em van assistir en el meu camí espiritual.
5. Juro seguir una pràctica espiritual diària.
6. Juro conrear i madurar el meu auto-coneixement.
7. Juro viure una vida senzilla.
8. Juro viure una vida de servei desinteressat i acció compassiva.
9. Juro ser una veu profètica mentre treballo per la justícia, la compassió i la transformació mundial.[20]